# 陸前大塚駅
陸前大塚駅（りくぜんおおつかえき）は、宮城県東松島市大塚字大塚にある、東日本旅客鉄道（JR東日本）仙石線の駅である。

## 歴史
- 1928年（昭和3年）4月10日：宮城電気鉄道の大塚駅（おおつかえき）として開業[3]。
- 1931年（昭和6年）12月1日：現在地に移転[3]。
- 1944年（昭和19年）5月1日：宮城電気鉄道の国有化により[3]、運輸通信省の駅となる。同時に陸前大塚駅に改称[3]。
- 1945年（昭和20年）6月10日：休止[3]。
- 1946年（昭和21年）6月10日：営業を再開[3]。
- 1987年（昭和62年）4月1日：国鉄分割民営化により、JR東日本の駅となる[3]。
- 1988年（昭和63年）3月1日：交換設備の使用を開始[4]。
- 2003年（平成15年）10月26日：ICカード「Suica」の利用が可能となる[5]。
- 2011年（平成23年）3月11日：東北地方太平洋沖地震とそれに伴う大津波の影響により、全線で不通となる。
- 2015年（平成27年）5月30日：仙石線の全線復旧により、営業を再開[6]。営業再開に合わせて待合室を新設。ただし、仙石東北ラインの列車は停車しない[7]。
- 2024年（令和6年）10月1日：えきねっとQチケのサービスを開始[1][8]。

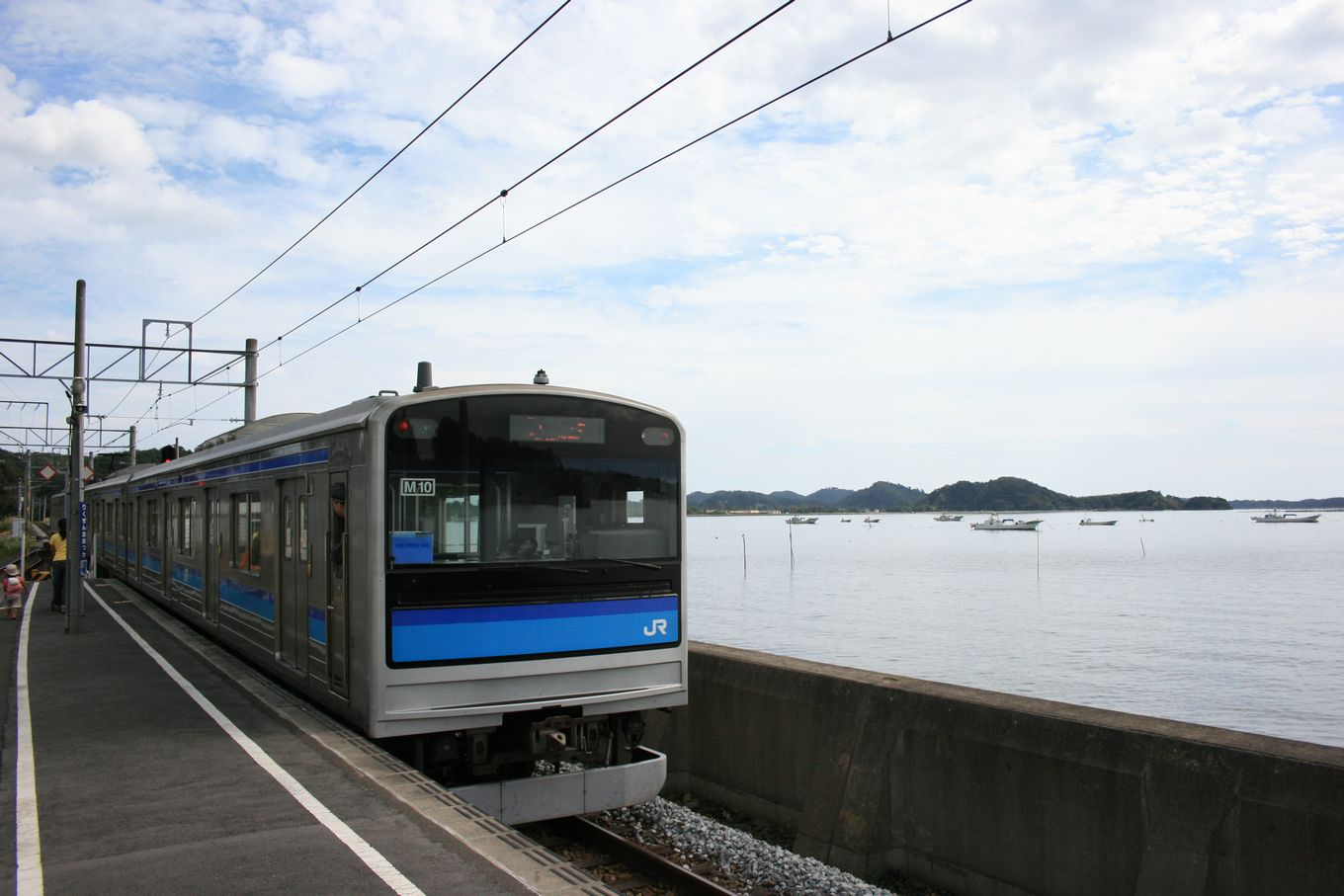
ホーム（2007年9月）
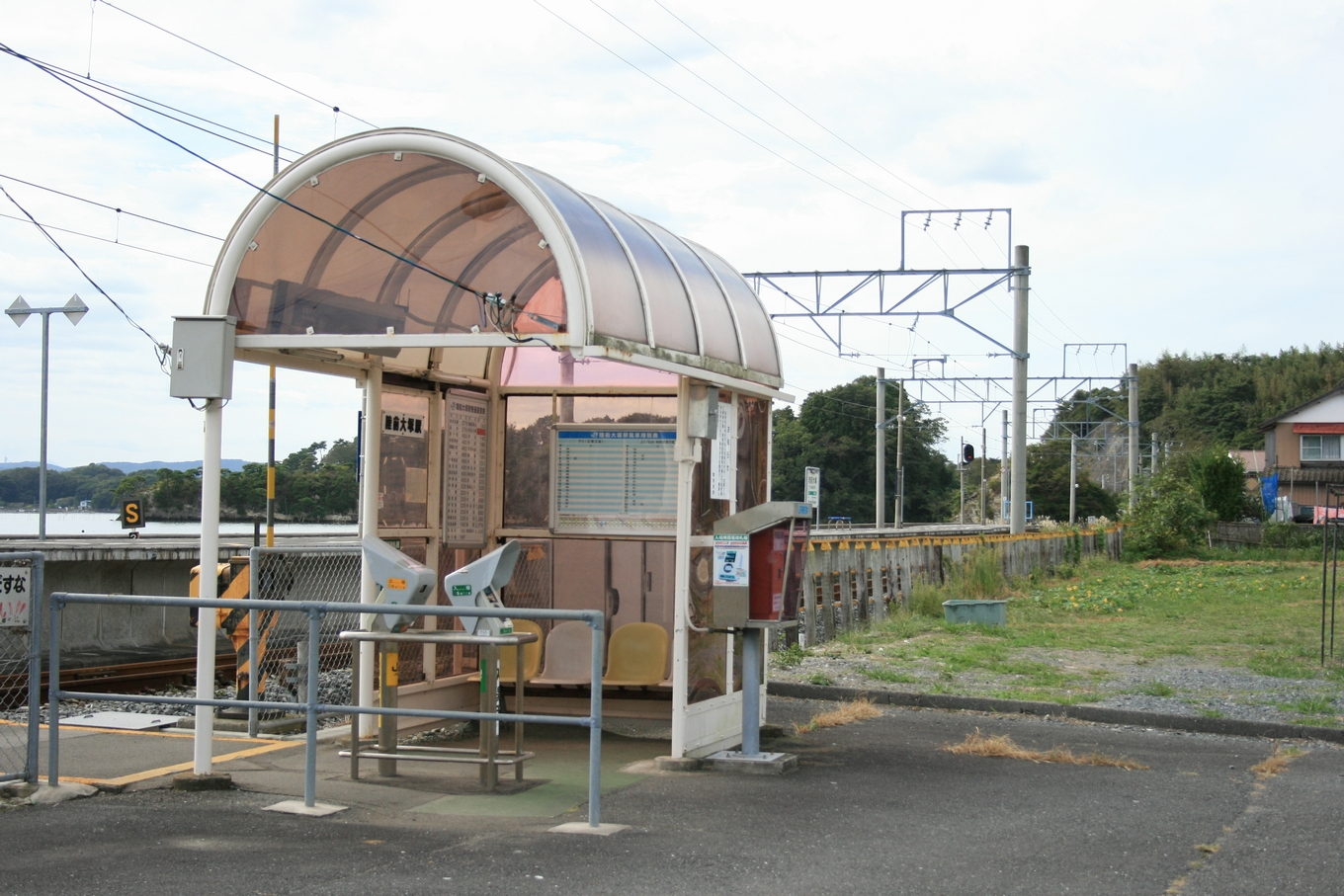
旧駅舎（2007年9月）
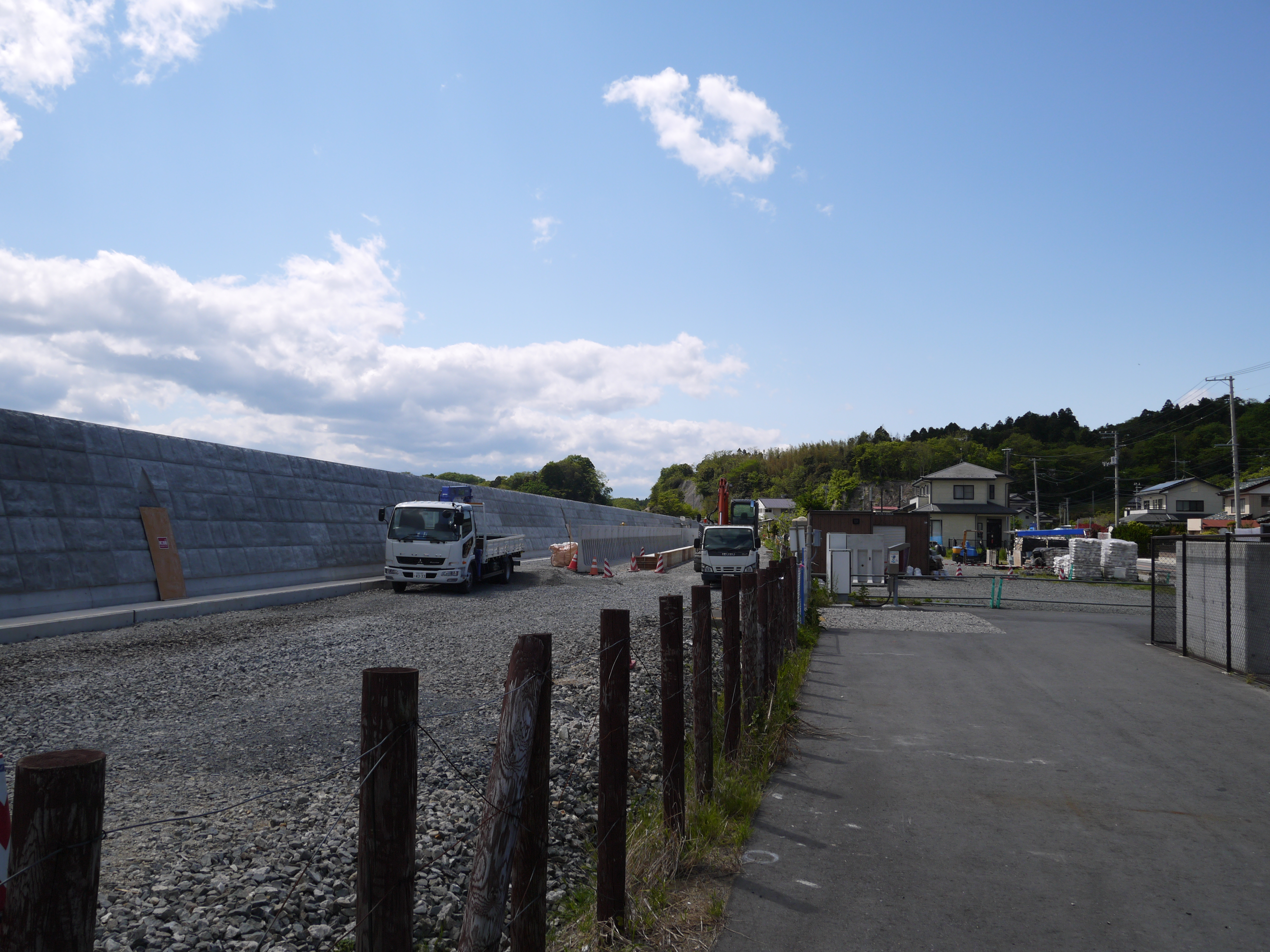
復旧工事中の駅構内（2014年5月）

## 駅構造
島式ホーム1面2線を有する地上駅である。ホームへは石巻方の構内踏切で連絡している。一線スルーとなっており、基本的に2番線を使用し、駅舎側の1番線は列車交換時のみ使用する。
石巻駅管理の無人駅である。駅舎入口に簡易Suica改札機が、待合室内に乗車駅証明書発行機がそれぞれ設置されている。

### のりば
| 番線 | 路線    | 方向 | 行先               |
| ---- | ------- | ---- | ------------------ |
| 1・2 | ■仙石線 | 上り | 松島海岸・仙台方面 |
| 1・2 | ■仙石線 | 下り | 矢本・石巻方面     |

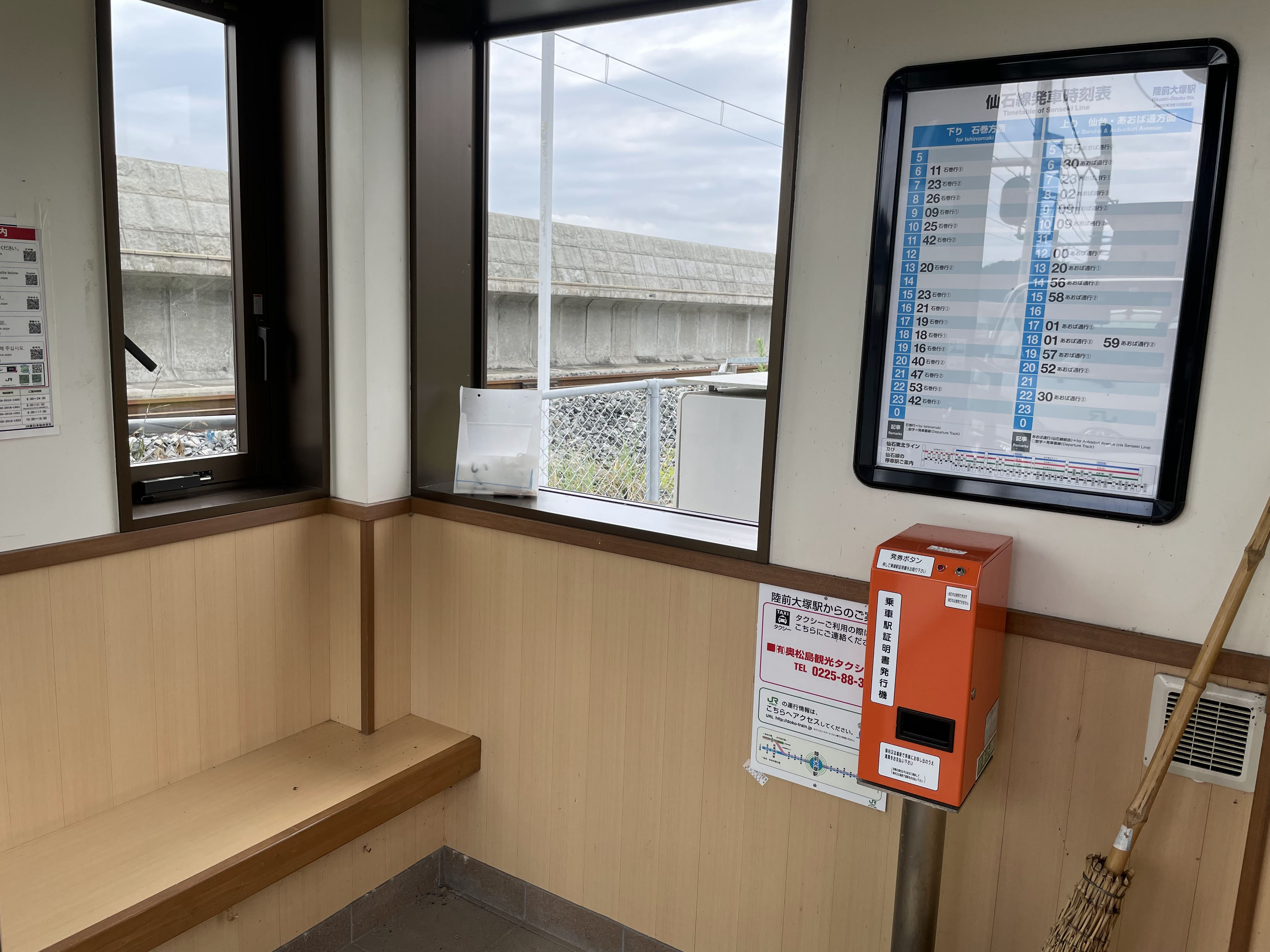
待合室（2022年7月）
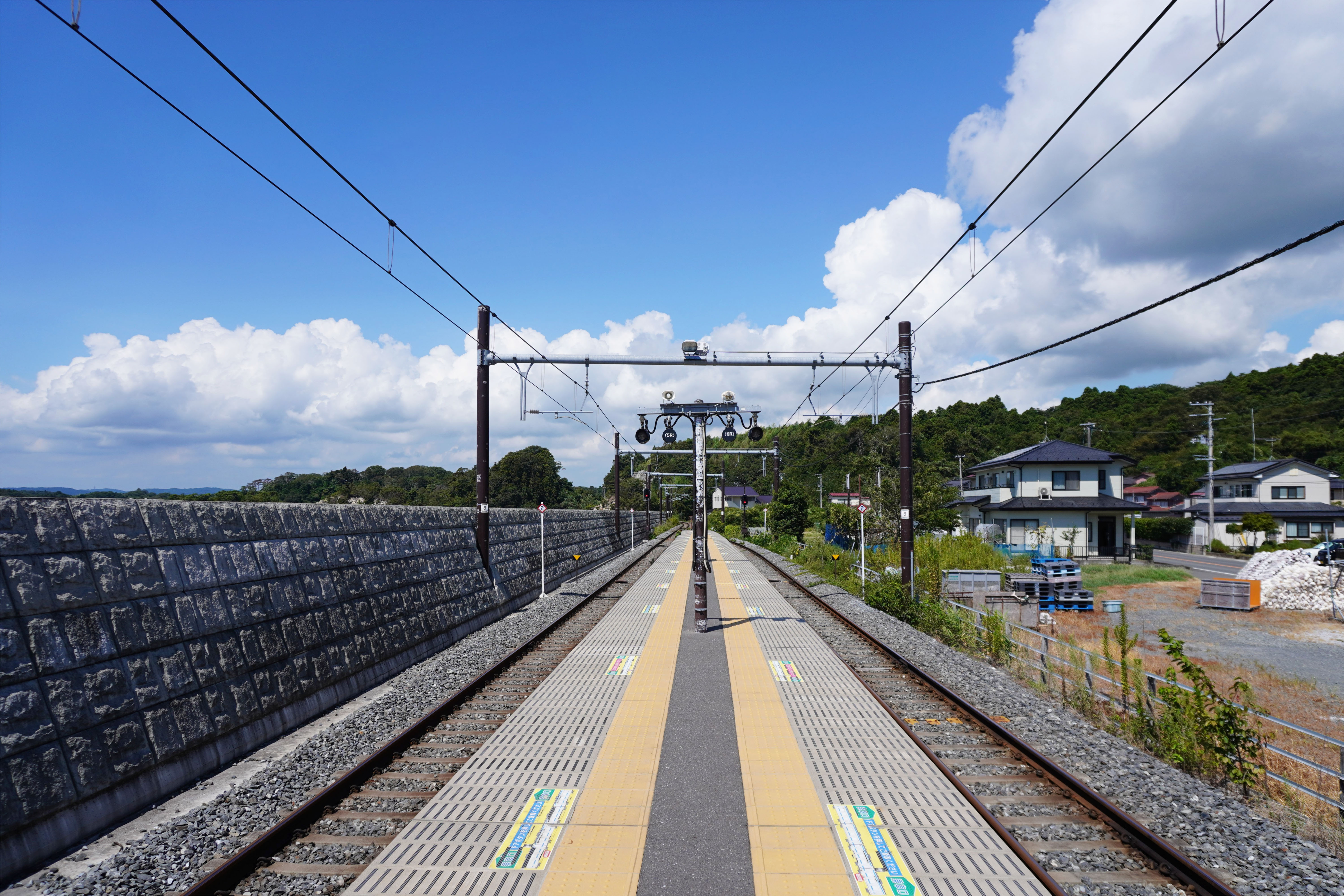
ホーム（2023年8月）
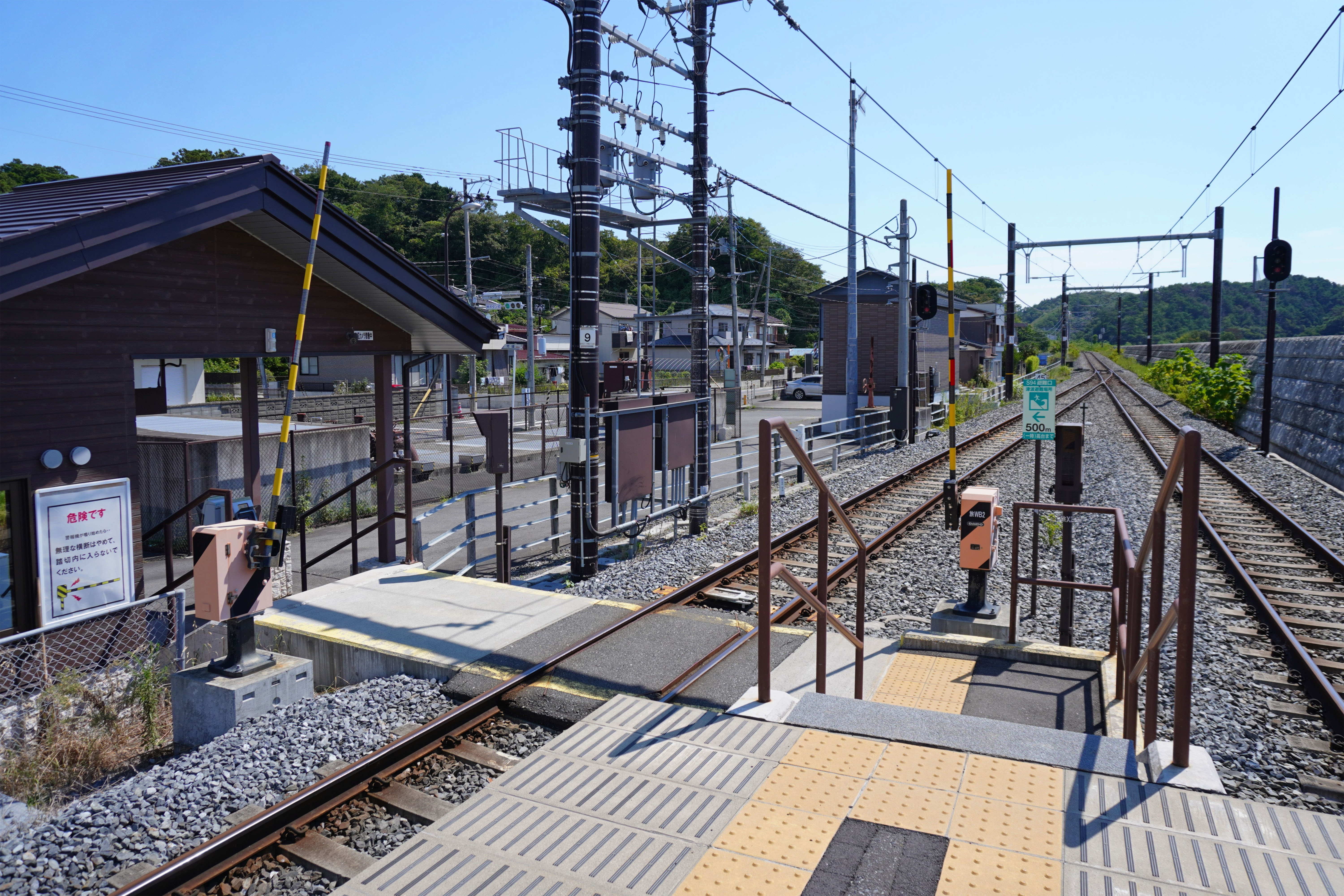
構内踏切（2023年8月）

## 駅周辺

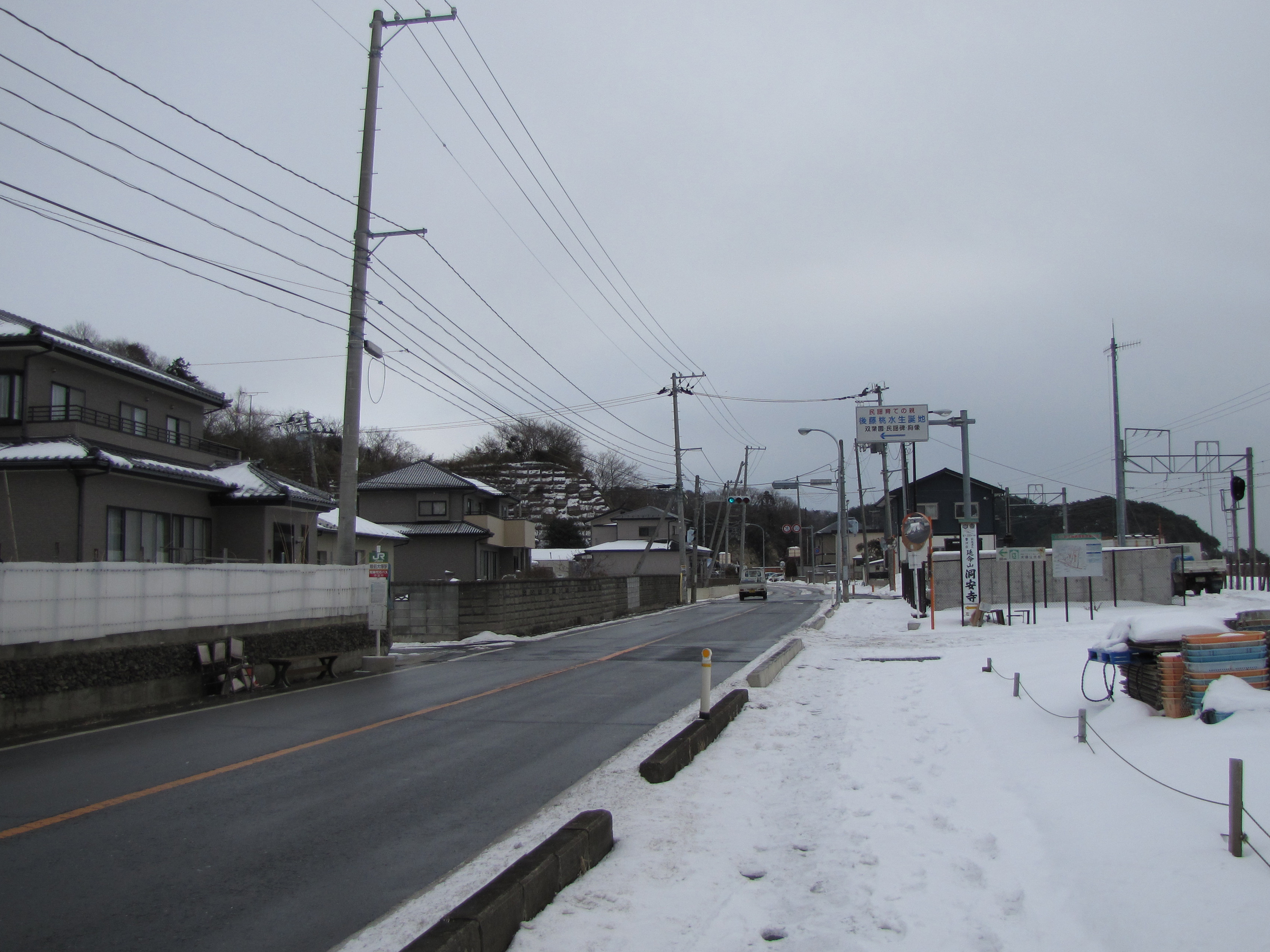
代行バス乗り場

2015年（平成27年）5月29日まで運行されていた代行バスの乗り場は、駅前の県道上に配置されていた。
- 宮城県道27号奥松島松島公園線
- 後藤桃水翁記念館および民謡碑

## 隣の駅
東日本旅客鉄道（JR東日本）
■仙石線
■普通
陸前富山駅 - 陸前大塚駅 - 東名駅
■■仙石東北ライン
全列車通過